# Ein Kartenhaus (Fernsehserie)
Ein Kartenhaus (Originaltitel: House of Cards) ist eine britische Miniserie, die im Jahr 1990 von der BBC ausgestrahlt wurde und vorwiegend den Genres Politthriller und Drama zugeschrieben wird. Sie handelt von der fiktiven Geschichte eines machthungrigen Politikers, der vom Premierminister entgegen früheren Zusagen bei der Kabinettsbesetzung übergangen wird und daraufhin gemeinsam mit seiner Ehefrau einen Racheplan ausarbeitet.
Die Serie entstand als erweiterte Adaption des gleichnamigen Romans von Michael Dobbs, der einst Stabschef auf Seiten der Konservativen Partei war.
Ein Kartenhaus ist der erste Teil einer Trilogie von Miniserien. 1993 folgte der zweite Teil Um Kopf und Krone (engl. To Play the King), im Jahr 1995 der letzte Teil Schach dem König (engl. The Final Cut). Alle Teile der Trilogie bestehen jeweils aus vier Episoden.
Von 2013 bis 2018 dienten die Serie und der gleichnamige Roman als Basis für die erfolgreiche US-Adaption House of Cards mit Kevin Spacey in der Hauptrolle.

## Handlung
Die Serie spielt in der britischen Hauptstadt London. Im Zentrum steht Francis Urquhart, ein intelligenter, erfahrener und machtbewusster Politiker der Conservative Party. Als Chief Whip ist es seine Aufgabe, die Abgeordneten seiner Fraktion im Unterhaus auf Partei- bzw. Regierungslinie zu bringen.
Als ihm der begehrte und bereits versprochene Kabinettsposten vom neuen Premierminister und Parteifreund Henry Collingridge jedoch vorenthalten wird, sinnt Urquhart auf Rache. Durch Intrigen und skrupelloses Vorgehen vergrößert er seinen politischen Einfluss, unterstützt von seiner Ehefrau Elizabeth. Francis nutzt nun sein intimes Wissen über den Politikbetrieb in London und instrumentalisiert unter anderem die ehrgeizige Reporterin Mattie Storin für seine Ziele.

## Besetzung und Synchronisation
Die deutsche Synchronisation entstand nach den Dialogbüchern von Frank Wesel und durch die Synchronfirma Bavaria Film in Grünwald.
| Rollenname           | Schauspieler       | Synchronsprecher   |
| -------------------- | ------------------ | ------------------ |
| Francis Urquhart     | Ian Richardson     | Reinhard Glemnitz  |
| Mattie Storin        | Susannah Harker    | Katrin Fröhlich    |
| Henry Collingridge   | David Lyon         | Klaus Guth         |
| Roger O’Neill        | Miles Anderson     | Ekkehardt Belle    |
| Penny Guy            | Alphonsia Emmanuel |                    |
| Elizabeth Urquhart   | Diane Fletcher     | Renate Küster      |
| Patrick Woolton      | Malcolm Tierney    | Randolf Kronberg   |
| Ben Landless         | Kenny Ireland      | Michael Habeck     |
| Charles Collingridge | James Villiers     | Alexander Allerson |
| Tim Stamper          | Colin Jeavons      | Horst Sachtleben   |
| Lord Billsborough    | Nicholas Selby     | Norbert Gastell    |
| Michael Samuels      | Damien Thomas      |                    |
| John Krajewski       | William Chubb      | Volker Brandt      |
| Greville Preston     | John Hartley       |                    |
| McKenzie             | Christopher Owen   |                    |
| Harold Earle         | Kenneth Gilbert    |                    |
| Anne Collingridge    | Isabelle Amyes     |                    |

## Veröffentlichung
Die Erstausstrahlung von Ein Kartenhaus fand am 18. November 1990 bei der BBC statt. Die drei weiteren Folgen wurden jeweils an einem Sonntag gesendet, sodass die Ausstrahlung der Miniserie mit der letzten Folge am 9. Dezember 1990 endete. In Deutschland zeigte Das Erste die vier Teile als Zweiteiler am 10. und 14. Juni 1992.
In Deutschland erschien die DVD zur Miniserie am 25. März 2014, zehn Jahre nach der Erstveröffentlichung der Trilogie durch die Tochterfirma BBC Worldwide Ltd 2004.